# Zell am See
Lázně Zell am See jsou hlavní město stejnojmenného okresu rakouské spolkové země Salcbursko. Žije zde přibližně 9 800 obyvatel. Okresy se v Salcbursku hovorově nazývají také jako „Gaue“ a okresu Zell am See se říká „Pinzgau“. Na jihozápad od Zellského jezera leží letiště velmi oblíbené sportovními piloty a fanoušky kluzáků.
Zell am See je významné turistické centrum Rakouska, v zimě jsou v provozu lyžařská střediska Kaprun nebo Saalbach, v letních měsících pak cyklostezky, které se táhnou napříč celým regionem Taur.
V Zell am See také žil Ferdinand Porsche – zakladatel automobilky Porsche.

## Části města

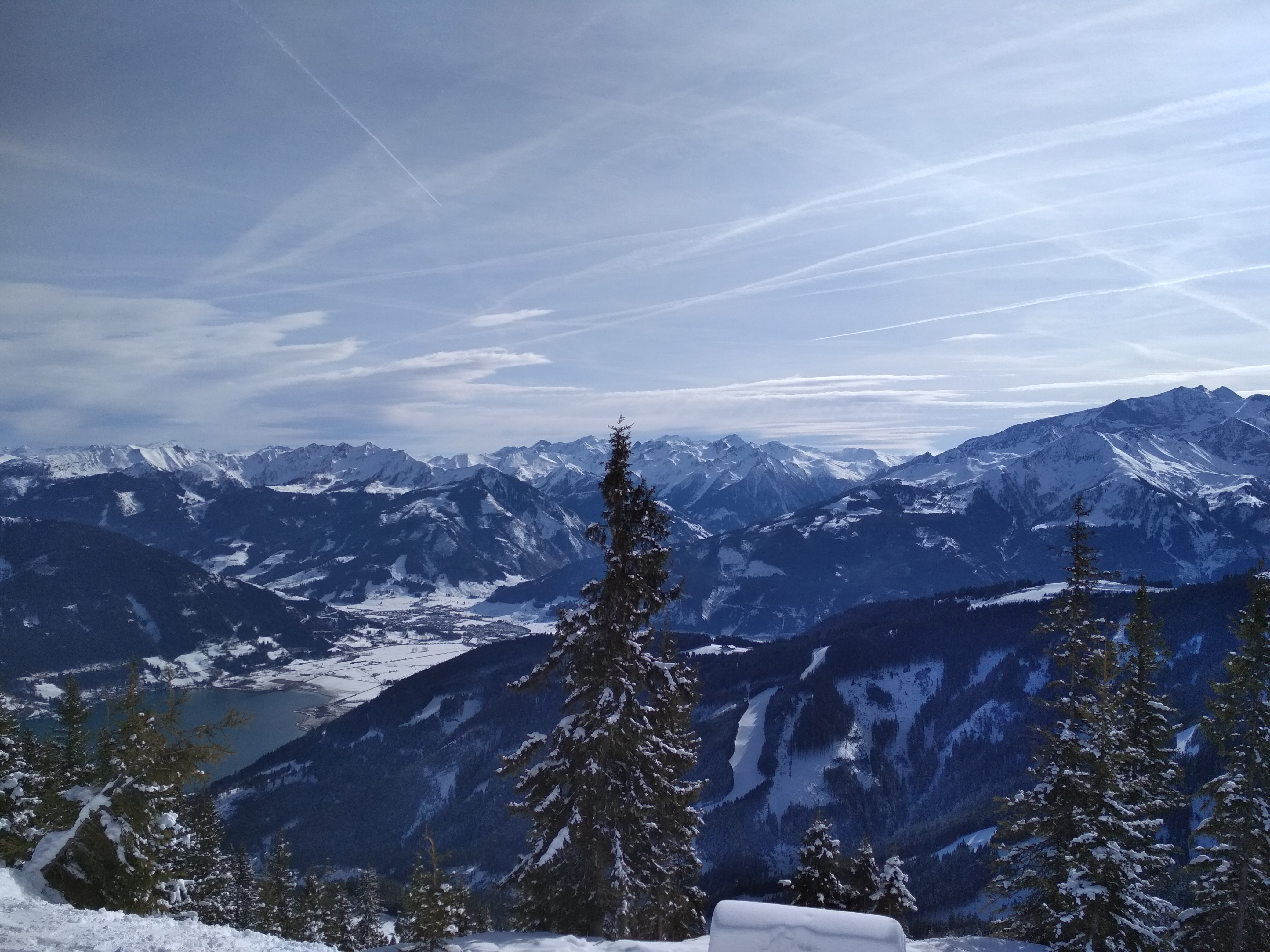
Velehory v Zell am See

Zell am See se dělí do 8 katastrálních obcí:
- Bruckberg
- Bruck
- Erlberg
- Limberg
- Schmitten
- Thumersbach
- Zell am See
- Schüttdorf